# Château de Button
Le château de Button est un château du XVIIIe siècle dont la construction se termine en 1770, situé sur la commune de Gif-sur-Yvette.
Il appartient depuis 1946 au CNRS qui y installe ses bureaux dans l’enceinte du château et ses laboratoires dans une partie du parc. Son parc de 64 hectares d’inspiration « Le Nôtre » est classé zone naturelle d’intérêt écologique faunistique et floristique.

## Description
Le château est de style classique.

## Acquisition par le CNRS
Après guerre, La famille Noetzlin souhaite vendre le domaine. Le 3 juin 1946, la vente est scellée au prix de 12,5 millions de francs (auxquels s'ajoute 1,5 million de francs pour le mobilier). Avec une clause particulière : l'acheteur s'engage à conserver le domaine en l'état. « La vente s'est effectuée en un temps record et à un prix d'ami, souligne Émilia Robin, chercheuse et historienne. La famille Noetzlin voulait à la fois préserver le château, et faire oeuvre utile pour la science ».

## Utilisation du château depuis 1950
En respect de la clause de vente, le château a été conservé tel quel par le CNRS. Ce dernier a érigé néanmoins au fil du temps diverses constructions dans le parc pour les besoins de ses laboratoires. Le centre favorise notamment le développement de la recherche génétique ou les sciences du climat et de l'environnement. Le campus acquiert rapidement une renommée internationale. Pionnier dans les domaines de la biologie, de la chimie, des sciences du climat et de l'environnement, il joue un rôle notable dans l'épanouissement et le rayonnement de la génétique française à partir des années 1950.
Selon Pierre Veltz interrogé en 2021 : « Le CNRS est aujourd'hui omniprésent à Saclay, avec ses propres laboratoires, mais aussi avec les équipes mixtes partagées avec les universités [...] Le domaine de Gif a vu progressivement se développer un ensemble impressionnant de laboratoires de biologie, avec de grands savants comme Piotr Slonimski en génétique, Sir Derek Barton et Pierre Potier en chimie des plantes. »